# Pramen Labe

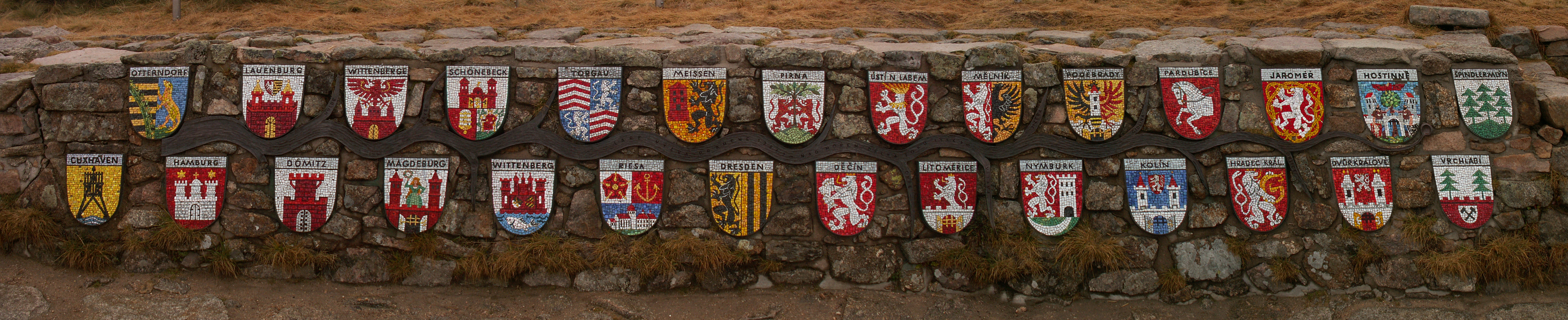
Zeď se znaky polabských měst

Pramen Labe je označení místa na hřebeni Krkonoš, pro turistické účely symbolicky upraveného jako počátek řeky Labe. Nachází se v nadmořské výšce přibližně 1 387 m na Labské louce, necelý kilometr jihozápadně od hory Violík, na katastru města Špindlerův Mlýn, čili v okrese Trutnov Královéhradeckého kraje. Hranice s městem Rokytnice nad Jizerou a tedy okresem Semily kraje Libereckého se tu nekryje se severojižní tzv. Českou cestou, ale probíhá několik desítek metrů západně od pramene Labe. Místo patří k nejvyhledávanějším cílům vycházek na české straně pohoří, jeho význam byl oceňován již roku 1684, kdy je navštívil a požehnal královéhradecký biskup Jan František Kryštof z Talmberka.
Jak řečeno výše, jedná se pouze o symbolickou instalaci na křižovatce značených turistických cest v podobě skruže s přítokem a odtokem vody, vydlážděným okolím s lavičkami a (od roku 1968) kamennou stěnou, vyobrazující barevné znaky 28 významných měst, jimiž Labe na své cestě k moři protéká. Autorem stěny byl Jiří Škopek. Dále se zde nachází dvojice pamětních desek. První je věnována klubem českých turistů k sedmdesátinám propagátora české turistiky v Krkonoších Jana Buchara, druhá pak k osmdesátému výročí organizované turistiky a stému výročí narození Jana Buchara. Po Janu Bucharovi nese název i červeně značená trasa z Jilemnice, která je v tomto místě zakončena. V roce 2006 byla k prameni Labe umístěna dřevěná socha alegorie vody.
Vlastní rozvodí probíhá západně od tohoto místa ve vzdálenosti zhruba 150 až 300 m a v tomto prostoru se také nachází skutečné prameniště Labe v katastrálním území města Rokytnice nad Jizerou, z důvodu ochrany přírody veřejnosti nepřístupné.